# わたらせフィルムコミッション
わたらせフィルムコミッション（WFC）は、群馬県桐生市を中心に活動する、映像作品製作支援を行う民間団体である。

## 概要
2002年設立。多くのフィルムコミッションが公設のなか、桐生のよさをアピールしたいという市民の運動を契機に民間による設立というところに特徴がある。
わたらせフィルムコミッションの命名と発足時の顧問は故･深作欣二監督。
桐生市は山川に囲まれた自然豊かな土地柄である上、古くから織物産業が栄えたため多くの近代化遺産を持っている。
また、動物園・遊園地など文化施設も多様、ただ舞台提供するに止まらず桐生らしさを追求したロケ弁の提供するなどし、さらに東京から距離的に近いなど、多様な要求に応え得る。
フィルムコミッションの中には、地元への好影響が期待できる有名監督によるものや有名俳優出演の作品にのみ限定してサービスを行うという利己的な団体も少なくない中、WFCは、大学生による自主制作映画などの草の根的な活動にまで平等にサービスを提供するなど、幅広い運営を心がけている点で、高く評価される。
平成19年度 地域づくり総務大臣表彰の団体表彰に選ばれる。

## 舞台提供作品

### 映画
- メタセコイヤの木の下で
- 真夜中の少女たち
- 繋いだ手…離した手…離さない手…（2006年）
- 隠し砦の三悪人
- 真夜中の弥次さん喜多さん
- スケバン刑事 コードネーム=麻宮サキ
- オリヲン座からの招待状
- フレフレ少女
- アンフェア
- 僕の初恋をキミに捧ぐ
- THE SOURCE OF ENERGY デッドヒート・ヴァージンロード
- カイジ 人生逆転ゲーム
- おと・な・り
- 時をかける少女
- 踊る大捜査線 THE MOVIE3 ヤツらを解放せよ!
- 座るな
- 風が強く吹いている
- ヘヴンズ ストーリー
- あしたのジョー
- 君に届け
- これでいいのだ!!映画★赤塚不二夫（2011年）
- 聯合艦隊司令長官 山本五十六（2011年12月23日、東映）
- 少年H
- 指輪をはめたい
- 京太の放課後
- 桐生人
- 脳男
- 中学生円山
- BUNGO〜ささやかな欲望〜 注文の多い料理店・幸福の彼方
- 蒼い手
- おかえり、はやぶさ

### テレビドラマ
- 世にも奇妙な物語
- ほんとにあった怖い話
- ロス:タイム:ライフ
- 未来遊園地1.2
- ヒミツの花園
- ナツコイ
- 仮面ライダーキバ
- 仮面ライダーW
- 恋空
- 鉄道捜査官 10
- 旅行作家・茶屋次郎8「渡良瀬川殺人事件」
- 白洲次郎1.2.3
- 刑事一代 平塚八兵衛の昭和事件史1.2
- ゴーストフレンズ
- わが家の歴史
- 99年の愛〜JAPANESE AMERICANS〜
- 日本テレビ開局55周年記念ドラマ「東京大空襲」（2008年3月17日・18日、日本テレビ）
- ホストの女房
- ゲゲゲの女房
- さよなら、アルマ〜赤紙をもらった犬〜
- 救急救命士・牧田さおり7
- 25分 私が初めて創ったドラマ「GAP the BAG」
- 25分 私が初めて創ったドラマ「オーマイゴット!?」
- もしも明日…「家族が失業したら」内ドラマ「パパの失業」
- 花ざかりの君たちへ～イケメン☆パラダイス～2011
- 人質の朗読会
- S -最後の警官-
- セーラーゾンビ
- 洞窟おじさん（2015年、NHKBSプレミアム）
- 警視庁ゼロ係〜生活安全課なんでも相談室〜（2016年1月- テレビ東京）

### テレビアニメ
- 惡の華（2013年）

### コマーシャル
- ビオフェルミン製薬 新ビオフェルミンS錠
- リプトン LIPFES'09
- 三井住友銀行 故郷編

### プロモーションビデオ
- FUNKY MONKEY BABYS 「希望の唄」「大切」
- 遊助 「ひと」
- w-inds「FANTASY」
- ステレオポニー 「青春に、その涙が必要だ!」
- スマイル学園